# Andrej I. Ogrski
Andrej I. Beli, Andrej I. Katolik, tudi Andraž I. (madžarsko: I. (Fehér/Katolikus) András/Endre), ogrski kralj (1046–1060), * ca. 1013, † pred 6. decembrom 1060, v Zircu, pripadnik dinastije Árpádovcev.

## Življenje
Andrej je bil poleg Leventeja in  Béle eden od Vazulovih sinov in je bil pripadnik dinastije Árpádovcev. Vazulova družina je živela na območju Nitranske kneževine na severozahodu Ogrske, to območje pa je kmalu po Štefanovem kronanju prešlo pod poljski vpliv Po smrti Vazulovega bratranca Ladislava (še pred letom 1030) je Vazul leta  uspel zavladati temu območju, ki je pa najkasneje leta 1030 ponovno postalo tudi del ogrske države. Na Ogrskem je tedaj vladal prvi kralj Štefan, po smrti njegovega sina Emerika pa se je Andrejev oče na osnovi tradicije, po kateri je prestol zasedel najstarejši pripadnik dinastije, potegoval za ogrsko krono. Ker pa je imel Vazul odklonilen odnos do krščanstva, se Štefanu ni zdel primeren za naslednika. Po neuspelem uporu je dal Štefan Vazula oslepiti in oglušiti.
Vazulovi sinovi, med njimi tudi Andrej, so tedaj pravočasno pobegnili iz kraljestva. Skupaj z bratrancem Domoslavom, sinom Vazulovega brata Ladislava, so zbežali na Češko, od tam pa so se trije bratje zatekli na Poljsko, kjer jih je sprejel kralj Mieszko II. Leta 1046 je na Ogrskem izbruhnil Vatov upor. Tega leta so ogrski velikaši Vazulove sinove poklicali nazaj na Ogrsko, kjer je bil Andrej izbran za vladarja. Poročen je bil z Anastazijo Kijevsko. Imel je dva zakonska sinova, prestolonaslednika Salomona in pa Davida, obenem pa še nezakonskega Jurija. Hči Adelajda pa se je omožila s češkim velikašem Vratislavom. Andrej je bil leta 1060 poražen v vojni z bratom Bélo, med begom je padel s konja in podlegel ranam. Pokopali so ga v benediktinskem samostanu v Tihanyju, ki ga je poprej tudi sam ustanovil.

## Dosežki
Andrejeva politična kariera se je pričela leta 1046, ko je na Ogrskem izbruhnil upor proti vladavini kralja Petra Orseola. Uporniki so pozvali Vazulove sinove k vrnitvi in od treh princev zahtevala obnovitev poganstva, na kar je tedaj pristal tudi Andrej, izbrani kandidat za novega kralja. V poganskem uporu pod vodstvom župana Vate so bile uničene mnoge cerkve, mnogi duhovniki pa pobiti. Na ogrski prestol pa ni bil postavljen poganski Levente, ampak krščanski Andrej, ki je imel podporo med duhovščino in visokim plemstvom.
Potem, ko je upor uspel in je Andrej postal ogrski kralj, se je njegov odnos do poganske stranke spremenil. Andrej je kot kristjan lahko izkoristil izkušnje s poljskega dvora, kjer je videl, da je za stabilnost tedanje države nujno potrebna podpora cerkvenih oblasti. Podobno so razmišljali tudi številni ogrski velikaši. Sledil je zanimiv preobrat- že na začetku svoje vladavine je Andrej ostro obračunal s tistimi, ki so ga poklicali na prestol in od njega pričakovali zaustavitev širjenja krščanstva. Pri obnovi krščanstva si je pomagal s pomočjo valonskih in francoskih duhovnikov.
Andrej je skušal voditi spravljivo zunanjo politiko, toda svetorimski cesar ni želel opustiti poskusov za podrejanje Madžarov. Tako je Henrik III. leta 1051 napadel Ogrsko, a se je Andrej s taktičnim umikanjem, pri katerem se je ogibal odprtemu spopadu in pred napadalci uničeval vso dosegljivo zalogo hrane, uspel obraniti. Leta 1052 je Henrik poskusil še enkrat, vendar ponovno neuspešno. V obeh vojnah se je Andrej lahko oprl na diplomatski podporo Bizanca in Kijevske Rusije, ki sta nejevoljno spremljala krepitev nemških sil.
V bojih pa se je izkazal njegov brat Béla, ki ga je Andrej –tedaj še brez otrok- priznal kot prestolonaslednika in mu kot posebno kneževino (ducatus) v upravo prepustil tretjino države na vzhodu in severu. Potem pa sta se Andreju rodila sinova Salomon (1053) in David, zato se je kralj odločil, da bo prestol nasledil sin Salomon, ki ga je prav zaradi tega poročil z Judito, hčerjo cesarja Henrika III. Béli je vladar v navidezno izbiro ponudil krono ali pa vojvodski položaj, ki ga je že tako ali tako imel). Če bi se Béla »napačno« odločil, ga je nameraval takoj dati ubiti. Béla je bil posvarjen in je iz previdnosti izbral vojvodstvo,  nato pa pobegnil na Poljsko. Poljski vladar Boleslav II. (1058–1079) je z nezaupanjem opazoval Andrejevo politiko. Ni mu bilo všeč, da se je s Salmonovo poroko povezal s svetorimsko cesarsko dinastijo Salijcev, prav tako pa mu ni bilo všeč, da se je Andrejeva hči Adelajda poročila z Vratislavom, ki je kmalu nato postal češki vladar. Z Bélo so ga povezovale sorodstvene vezi, saj je bil ogrski princ poročen z njegovo teto, to je s sestro Kazimirja I. V takšnih razmerah je bil Boleslav pripravljen pomagati princu Béli. Boleslav in Béla sta na Ogrsko leta 1060 vdrla z močno vojsko.  Princa je podprla večina ogrskih velikašev. Andrej, ki se je znašel v bratomorni vojni,  se je na pomoč obrnil k svetorimskemu cesarju, toda bil je poražen in je zaradi poškodb med begom umrl.